# You Must Love Me
You Must Love Me este un cântec lansată de Madonna de pe coloana sonoră a filmului Evita. A fost lansat ca disc single în octombrie 1996, cu vânzări de peste 1,5 milioane de copii. Acesta a câștigat premiul Oscar pentru „Cel mai bun cântec original” (1997).

## Compunerea, inspirația și structura
Acesta este singurul cântec din filmul Evita ce nu a fost inclus în reprezentările anterioare de pe Broadway, Andrew Lloyd Webber și Tim Rice lucrând împreună pentru prima dată după 30 de ani pentru realizarea acestuia. Piesa a fost compusă pentru a prezenta partea vulnerabilă a Evei Peron, aflată pe moarte.

## Interpretări live
Cântecul a fost pentru prima dată interpretat live de către Madonna la decernarea premiilor Oscar în 1997. Apoi, în 2008 și 2009, a fost interpretat în cadrul turneului mondial Sticky & Sweet Tour.

## Clasamente
| Clasament (1996)                               | Poziția maximă |
| ---------------------------------------------- | -------------- |
| Australia                                      | 11             |
| Belgia (Valonia)                               | 50             |
| Canada                                         | 11             |
| Elveția                                        | 43             |
| Europa                                         | 29             |
| Finlanda                                       | 4              |
| Franța                                         | 41             |
| Germania                                       | 78             |
| Irlanda                                        | 21             |
| Italia                                         | 4              |
| Japonia (Oricon International)                 | 17             |
| Japonia (Tokio Hot 100)                        | 5              |
| Suedia                                         | 49             |
| Regatul Unit                                   | 10             |
| S.U.A. Billboard Hot 100                       | 18             |
| S.U.A. Billboard Hot 100 Airplay               | 25             |
| S.U.A. Billboard Hot 100 Singles Sales         | 14             |
| S.U.A. Billboard Hot Adult Contemporary Tracks | 15             |
| S.U.A. Billboard Adult Top 40                  | 23             |
| S.U.A. Billboard Top 40 Mainstream             | 23             |